# Főszékesegyházi Kincstár (Esztergom)
Koordináták: é. sz. 47° 47′ 56″, k. h. 18° 44′ 10″47.798889°N 18.736111°E

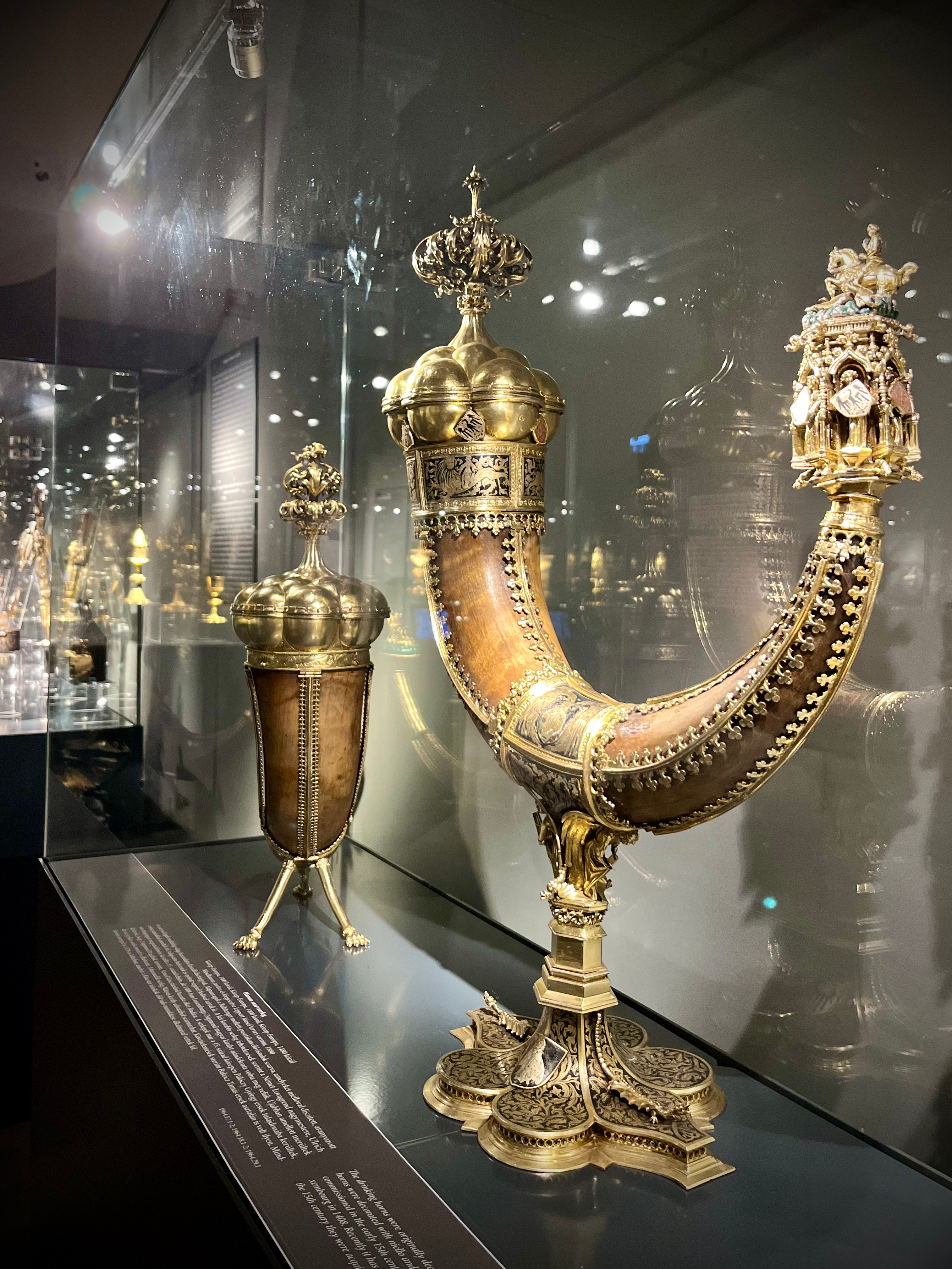
Luxemburgi Zsigmond szarvasserlegei a Főszékesegyházi Kincstárban (1400 körül)

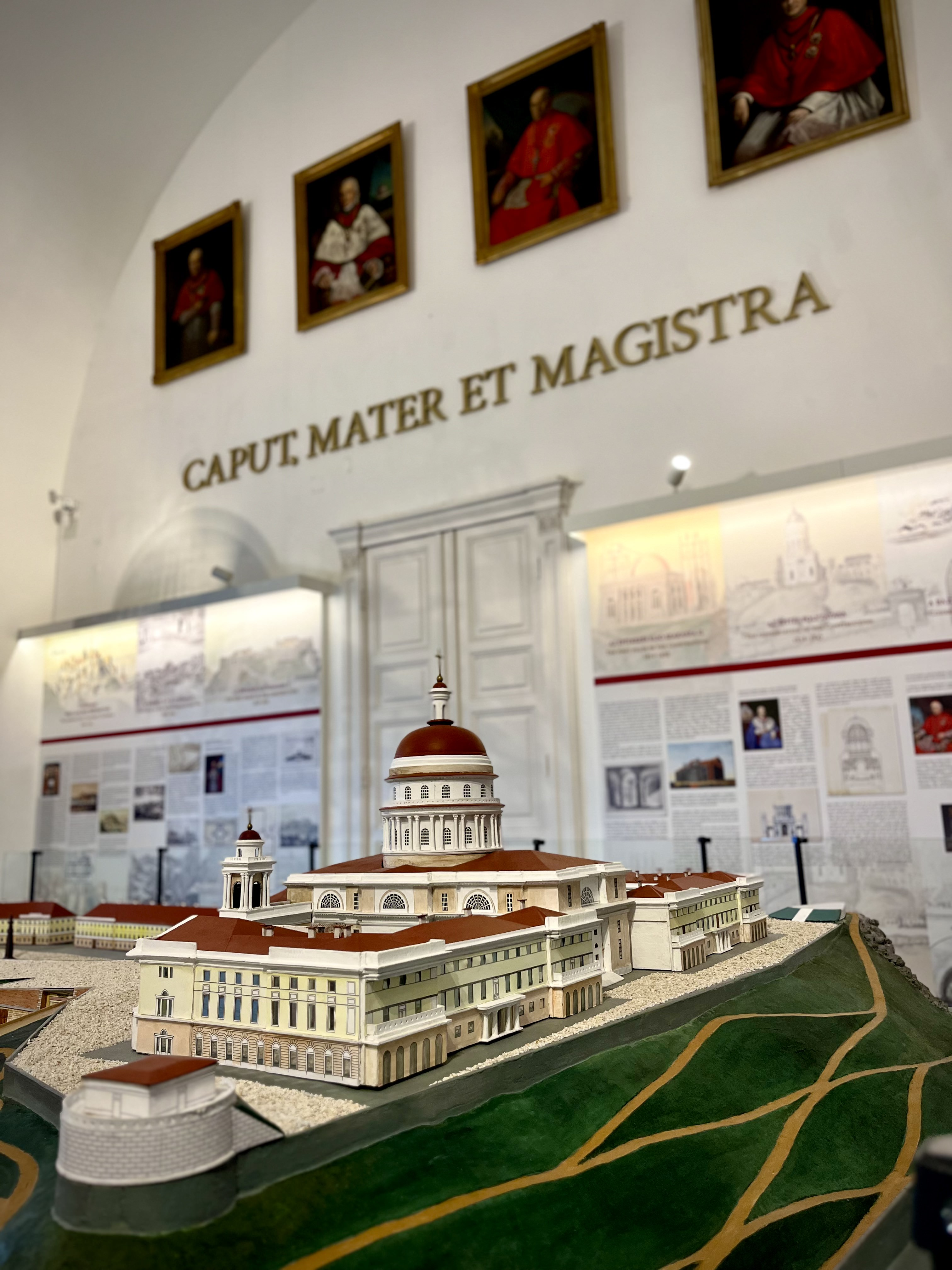
Az esztergomi bazilika eredeti terveinek makettje a Bazilika építéstörténeti kiállításán, a kincstár mellett

A Főszékesegyházi Kincstár Esztergomban, a Nagyboldogasszony- és Szent Adalbert-főszékesegyház emeletén működő és látogatható egyházi művészeti gyűjtemény. Ez Magyarország leggazdagabb egyházi kincstára, amelynek világviszonylatban is kiemelkedő ötvös- és textilgyűjteménye van. Állandó kiállításán közel 400 darab liturgikus műkincset mutatnak be, amelyek közül kiemelkedik a koronázási kereszt, a Suki-kehely, valamint a tárlat legértékesebb darabja – egyben az ország legnagyobb ékszerkincse –, a Corvin-kálvária.
A Főszékesegyházi Kincstár nyilvános múzeumi funkcióját Simor János esztergomi érsek és bíboros kezdeményezte a 19. század végén: 1886-ban lehetővé tette, hogy a műtárgyak egy részét a nagyközönség is megtekinthesse, ezzel megalapozva a gyűjtemény múzeumi jellegét. A kincstár ma már nemcsak kiállítótérként működik, hanem kutatások, műtárgyvédelmi programok és tudományos publikációk központjaként is. Itt kapott helyet egy különteremben a Mindszenty-emlékhely, amely korábban az Ószemináriumban volt megtekinthető.
A gyűjtemény anyagának fő csoportjai: ötvösművészeti alkotások – aranyból, ezüstből és más nemesfémekből készült liturgikus eszközök, mint kelyhek, monstranciák, keresztelőkannák, ereklyetartók és pásztorbotok; liturgikus textíliák – hímzett miseruhák, palástok, stólák és oltárterítők, amelyek különböző korszakok hímzéstechnikáit és díszítőművészetét reprezentálják; szobrászati munkák – többek között szakrális szobrok, oltárelemek; modern egyházi művészet – 19-20. századi liturgikus műtárgyak, amelyek tükrözik a modern stílusirányzatok beépülését az egyházművészetbe.
A Főszékesegyházi Kincstár legértékesebb darabja, egyben Magyarország legnagyobb ékszerkincse, a Mátyás király kálváriája. A gyűjtemény másik kiemelkedő darabja, ami a középkori magyar ötvösség egyik jeles képviselője is, a Suki-kehely. A kincstár gyűjteményében megtaláljuk továbbá  a magyar királyok koronázása alkalmával használt liturgikus textíliákat és ötvösműveket, köztük azt a 13. században készült ezüstkeresztet, amelyre a magyar királyok tették esküjüket koronázásukkor.